# Taskara
Taskara es un hacker justiciero ficticio que aparece en los cómics publicados por Fenil Comics. Creado por la novelista gráfica Kiriti Rambhatla, el personaje es el alias del Dr. Arjun Kumar, un influyente economista nacido en India que trabaja en el FMI antes de convertirse en un hacker clandestino. Taskara roba a los bancos ricos y envía la moneda digital robada a instituciones pobres.
Taskara se adaptó a un largometraje de acción real en una película de suspenso en idioma telugu indio de 2015 escrita por Kiriti Rambhatla.   La película está dirigida por Chandra Sekhar, música de Rohit Kumar y producida por Libra Media & Entertainment Motion Pictures.  La película se estrenó el 19 de diciembre de 2015 en Hyderabad y se estrenó en cines el 8 de enero de 2016. 

## Trama de la película
En un Londres futurista de 2062, un periodista del Financial Times investiga las monedas. Encuentra una pista sobre un profesor anónimo de Economía y parte para encontrarse con él en la India. El periodista busca razones y le hace tres preguntas al profesor: por qué el Banco Mundial y el FMI ya no existen, por qué y cómo se acabó el papel moneda y el mundo adoptó las criptomonedas y qué es la Agencia de Sicarios Contraeconómicos. El profesor le explica al periodista. Un primer narrador muestra un vídeo de la conferencia de Bretton Woods y explica cómo funciona el actual sistema financiero mundial. Un segundo narrador habla de un misterioso hacker. El vicegobernador del Banco Republicano de la India habla en una llamada telefónica anónima sobre cómo convencer al gobierno. El agente de RAW, Feroze, y el oficial de CBI, Sr. Ramayya, se reúnen con el Dr. Narayanan para advertirle sobre un posible intento de piratería. El Dr. Narayanan no le presta atención y comienza a discutir el protocolo de seguridad avanzado de siete capas de su banco.
Le informan que alguien hackeó el sistema del RBI y le robó una gran cantidad. El Dr. Narayanan se reúne con Feroze en Delhi y solicita una delegación de alto nivel de miembros de la Unidad de Inteligencia Financiera de la India. Discuten cuál podría ser el camino potencial del hacker. Un experto dice que se trata de un maestro hacker. Se le muestra un misterioso video de piratas informáticos que graban en la Sala Central de Control Cibernético. Feroze y Ramayya se mudan a una agencia de contratación, buscan pistas y van a Financial Software Systems para averiguar sobre Arjun, que solía trabajar allí. Tras la investigación, amenazó a un colega y encontró una pista del banco de dinero en su escritorio. A través de esa pista conocen al gerente del banco de dinero. Gireesham ha sido engañado y le han tomado las huellas dactilares.
El Dr. Narayanan llama a Feroze para obtener detalles sobre el hacker. Encuentran la ubicación del garaje del hacker, pero el hacker, un execonomista del FMI, el Dr. Arjun Kumar, se ha trasladado a un aeropuerto desconocido. Kumar publica que la caída de Lehman Brothers muestra a la gente los efectos negativos del sistema financiero actual y cómo la flexibilización cuantitativa, un método seguido por los bancos centrales, es una mala herramienta económica. También opina que el FMI debería ser más proactivo a la hora de ayudar a las naciones pobres. Arjun tiene una discusión con su jefe y deja el lugar de trabajo para encontrarse con su novia. A la mañana siguiente, un hombre desconocido intenta matar al Dr. Ajun y accidentalmente mata a su novia. Se escapa, sus padres son detenidos por la policía y lo tildan de asesino y tramposo. 
Un segmento de noticias que muestra al Dr. Narayanan dando una entrevista sobre la situación. El Dr. Narayanan conoció a su jefa Christina en el FMI. Descubre que los sicarios económicos intentaron contratarlo para convencer al RBI de introducir una cantidad considerable en la economía india a través de la flexibilización cuantitativa y, ante su desgana, el Dr. Narayanan ha sido elegido para llevarlo a cabo. Al comprender las implicaciones de una inyección adicional de 10 billones de rupias en la economía india, Arjun piratea el portal del RBI para desviar ese dinero a través de un sistema hacia las bolsas de valores de todo el mundo para invertir en empresas privadas que ayudan a las empresas del tercer mundo. Se encuentra con su ex director del FMI en Brasil, quien luego le dice que lamenta los problemas y la pérdida que Arjun enfrentó por su culpa. Menciona cómo se arrepiente de lo que hizo bajo la presión de los sicarios económicos del FMI y renunció para ocupar otro puesto en un banco brasileño. Christina le ofrece un trabajo en una agencia que está a punto de fundar. Arjun descubre que se trata de contrarrestar a los sicarios económicos y sus impactos negativos en países de todo el mundo.

## Novela gráfica
El personaje de Taskara creado por Kiriti Rambhatla aparece como un superhéroe hacker vigilante en la serie de novelas gráficas del mismo nombre de Fenil Comics en India. La novela gráfica se lanzó como una serie de tres partes en varias ciudades de la India como Bangalore y Delhi. El hacker justiciero es parte del universo extendido de superhéroes de Fenil Comics junto con otros personajes como Fualaad, Bajrangi y Stunt Girl. 

### Personalidad
Los rasgos principales del carácter de Taskara se pueden resumir en intelecto, programación, sistemas financieros y economía. Sus habilidades son un intelecto sobrehumano y sorprendentes habilidades de piratería informática. Puede piratear cualquier sistema del planeta y se le atribuye ser uno de los miembros fundadores de la moneda digital en los cómics. Antes de convertirse en un hacker vigilante clandestino, Taskara es muy conocido en el mundo de las finanzas y la banca como el Dr. Arjun Kumar. 

### Habilidades
Taskara es disciplinado y excepcional con las computadoras, los sistemas y las redes de la era moderna. Con el tiempo, aprendió magia digital y muestra una capacidad excepcional para piratear cualquiera de los sistemas bancarios del mundo. Sus poderes son genio economista, experto hacker, maestro estratega y experto creador de equipos de alta tecnología.

### Tecnología
Taskara crea sus propios dispositivos digitales que le ayudan en circunstancias extraordinarias. También fabrica su propia máscara digital que le otorga habilidades excepcionales en tiempos de combate.

## Recepción de películas
La primera aparición de Taskara fue en un largometraje en idioma indio telugu. Aunque el personaje fue concebido por primera vez para aparecer en novelas gráficas, la película de acción real se estrenó por primera vez en los cines. 
Con una presentación teatral limitada en los estados indios de Andhra Pradesh y Telangana, Taskara luego se transmitió en plataformas digitales como YouTube y Amazon Prime, donde obtuvo más de 20 millones de visitas. La película fue doblada al hindi y lanzada como Intelligent Arjun & Intelligent Hacker. 

## Banda sonora de la película
La partitura fue compuesta por Rohit Kumar.